# ねむの木の詩
『ねむの木の詩』は、1974年に上映された記録映画である。
静岡県掛川市にあるねむの木学園は、宮城まり子が肢体不自由児の自立支援のために開設した養護施設で、上映された1974年当時は同県浜岡町で47人の児童・生徒らが合宿生活を送り、勉学とリハビリを行っていた。この作品は肢体不自由児の自立支援の在り方を広く知ってもらおうと、宮城自らが監督・製作総指揮を手掛けたドキュメンタリーとして制作された。
この続編として、1977年に『ねむの木の詩が聞こえる』、1980年に『虹をかける子供たち』、1986年にはねむの木学園の児童・生徒らが障碍者の世界的な芸術祭に招待され、ハーレムの子供たちとの心の交流を描いた『ハローキッズ! がんばれ子どもたち』がそれぞれ制作され、上映された。

## 受賞
- 『ねむの木の詩』
  - ブルガリア・ヴァルナ国際赤十字映画祭銀賞
  - 文化庁優秀映画奨励賞
- 『ねむの木の詩がきこえる』
  - ヴァルナ国際赤十字映画祭スペシャルグランプリ
  - 第19回毎日芸術賞
  - 文化庁優秀映画奨励賞
  - ブルーリボン賞特別賞
  - 日本映画ペンクラブ賞
  - OCICジャパン大賞
  - 第1回中村屋文化サロン賞他4賞受賞
- 『虹をかける子どもたち』
  - フランス・シダラック大賞
  - イタリア・アデライデ・リストリー賞
  - カナダ・バンクーバー国際映画祭など数多くの国際映画祭に参加
- 『ハローキッズ! がんばれ子どもたち』
  - ニューヨーク・ハーレムのアポロ劇場にてチャリティー試写会
  - ヴァルナ国際赤十字映画祭特別功績賞